# Чита Гёрлз
Чита Гёрлз (The Cheetah Girls) — первый музыкальный фильм Disney Channel, выпущенный в 2003 году. Состоявшаяся 15 августа 2003 года премьера фильма на кабельном телеканале Disney Channel собрала аудиторию в 6,5 млн зрителей.
Фильм получил 6 различных номинаций: 3 номинации на премию «Black Reel Awards» (лучшая актриса, лучшая актриса второго плана и лучший мини-сериал), а также номинации на премии «Directors Guild of America», «NAACP Image Award» и «NAMIC Vision Awards».

## Сюжет
Фильм повествует о четырёх девушках-подростках, создавших музыкальную группу «Чита Гёрлз». Они стремятся победить в шоу талантов и стать суперзвёздами.

## В ролях
- Рэйвен-Симоне — Галлерия Гарибальди
- Эдриэнн Байлон — Шанель Симмонс
- Кили Уильямс — Аква
- Сабрина Брайан — Доринда Томас
- Линн Уитфилд — Доротея Гарибальди
- Кайл Шмид — Дерек
- Лори Энн Олтер — Хуанита Симмонс
- Эннис Эсмер — комик

## Производство
Съёмки проходили в октябре и ноябре 2002 года в Торонто и Манхэттене.
Для роли Шанель актрисе Эдриэнн Байлон пришлось перекраситься в блондинку, так как в жизни она брюнетка.

## Саундтрек
Список композиций
1. Cheetah Sisters — Cheetah Girls

2. Cinderella — Cheetah Girls

3. Girl Power — Cheetah Girls

4. Together We Can — Cheetah Girls

5. C’mon — Sonic Chaos

6. Girlfriend — Char

7. Breakthrough — Hope 7 (Bonus Track)

8. End Of The Line — Christi Mac (Bonus Track)